# Renaud Rosset
Renaud Rosset (Paris 14e, 24 mars 1944 - Montpellier, 23 septembre 1985) est un journaliste et écrivain français.
Renaud Rosset fut élève-maître à l'École normale d'instituteurs d'Orléans de 1961 à 1965. Sa vocation littéraire, encouragée par son directeur Robert Mabire, le conduisit à fonder avec Bruno Chauvierre, son condisciple, une revue littéraire intitulée Les cahiers de Rémy de Gourmont. Roger Toulouse, gardien du souvenir de Max Jacob, conseilla aux deux jeunes gens la lecture d'Hermann Hesse et de Paul-Jean Toulet, dont ils s'inspirèrent dans leurs premiers écrits.
Après avoir séjourné en Finlande, où il était correspondant pour Le Monde, il a collaboré au Figaro et au Quotidien de Paris (Groupe Quotidien) dirigé par Philippe Tesson.
Il est mort en 1985, victime d'un accident de moto dans le Midi de la France.